# ノリス男爵

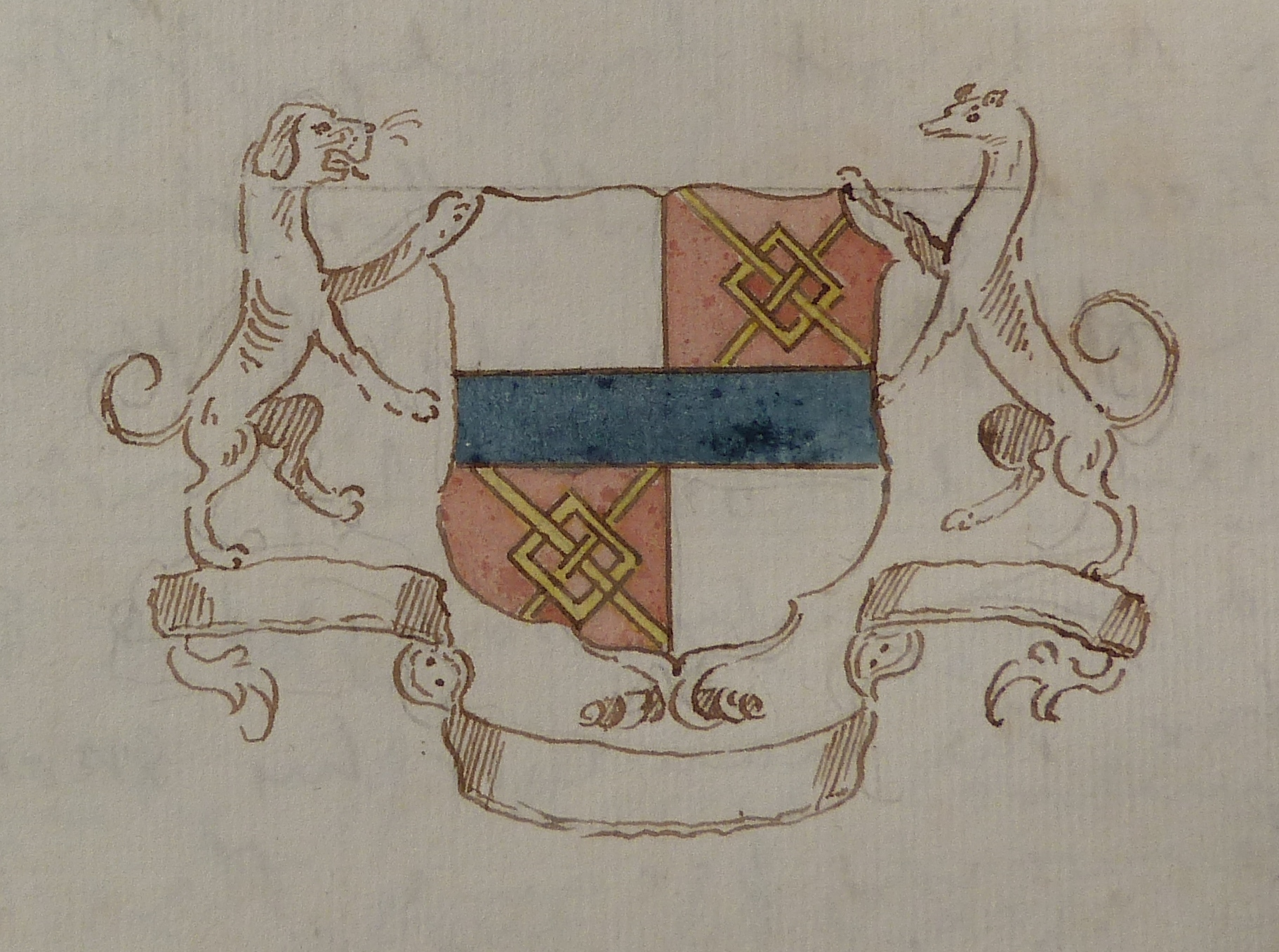
初代男爵の紋章

ノリス男爵(英:Baron Norreys/Norris)は、古いイングランド貴族の男爵位。
ヘンリー・ノリスが1572年に叙されたことに始まり、レイ家を経て現在はバーティ家が保持する。1682年に第5代ノリス男爵ジェイムズ・バーティがアビンドン伯爵(Earl of Abingdon)に叙されたため、以降は伯爵の従属爵位として現存している。

## 歴史

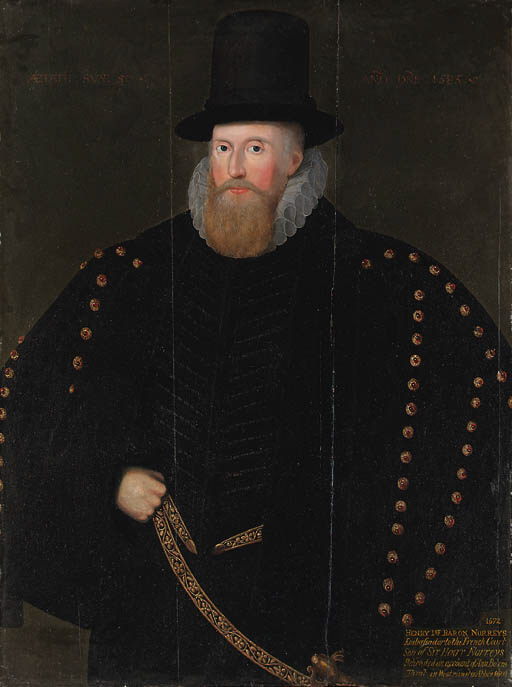
初代男爵ヘンリー・ノリスを描いた絵画。

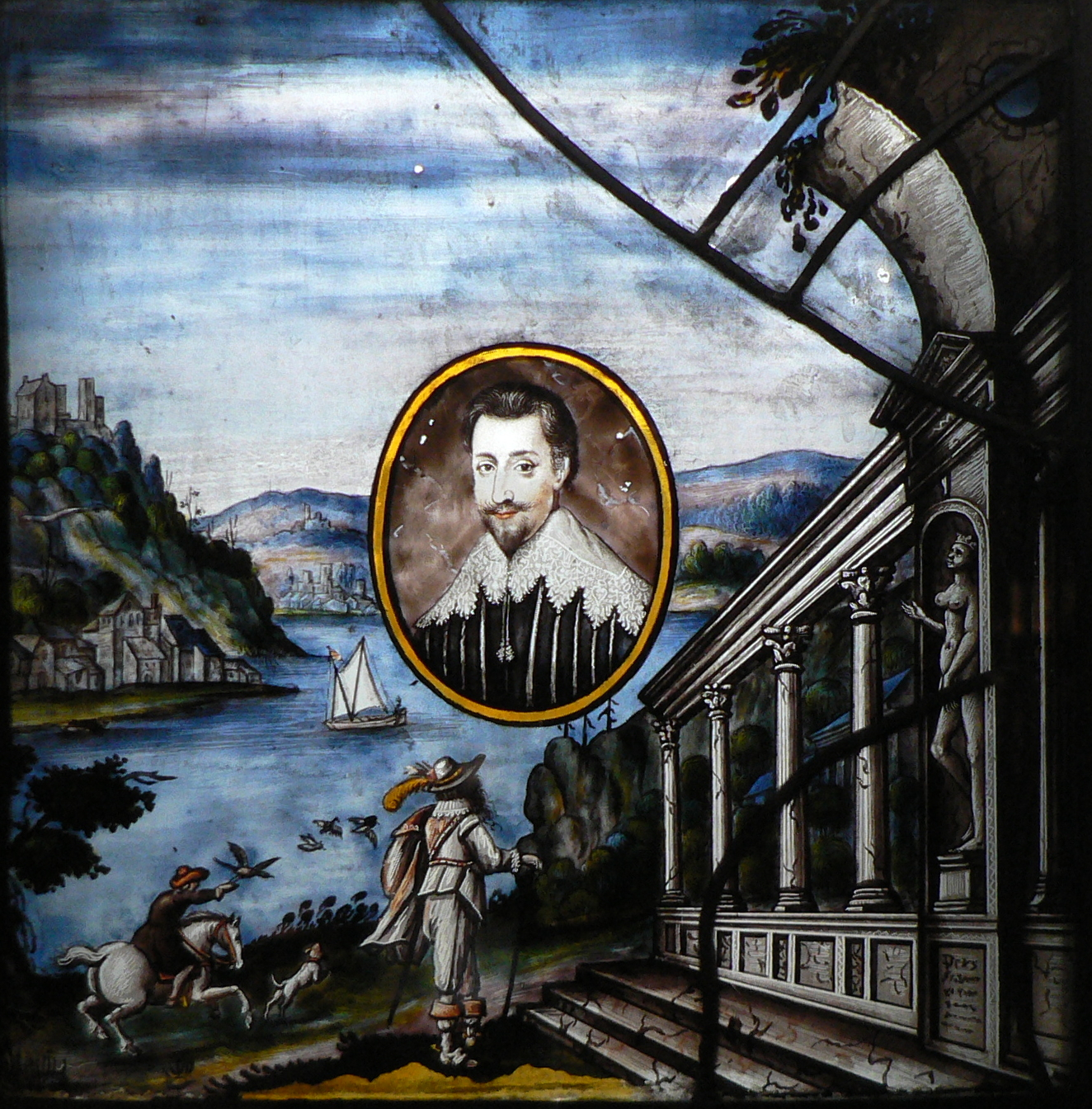
2代男爵フランシスを描いたステンド・グラス画。些細な事件から無念の自殺を遂げた。

テューダー朝の廷臣ヘンリー・ノリス(?-1601)は王家の信頼も篤く、ワイアットの乱煽動の嫌疑をかけられて幽閉状態であった王女エリザベスの護衛役を務めた。エリザベス1世即位の後も駐仏英国大使といった要職を務めた後、1572年5月6日に貴族院よりライコートのノリス男爵(Baron Norreys of Rycote)として議会招集を受けた。彼が1601年に没すると、息子のフランシスが爵位を継承した。
2代男爵フランシス(1579-?)は1620年から翌年にかけてイングランド貴族爵位のバークシャー伯爵(Earl of Berkshire)に陛爵するとともに、テイム子爵(Viscount Thame)を併せて授けられた。しかしながら彼は叙爵から数年のうちに、クロスボウで自殺を試みた傷が原因で死去した。 彼には庶子フランシス(1609-1669)がいたものの、嫡子でなかったため、同人の死をもって両爵位は廃絶した。一方で、ノリス男爵位は議会招集による爵位であり、女系継承を認めるものであったことから、一人娘のエリザベスが父の爵位を相続した。
3代女男爵エリザベス(?-1645)はエドワード・レイ(1589-1658)と結婚して一人娘のブリジットを儲けたが男子はなかったため、爵位はブリジットが相続した。
4代女男爵ブリジット(1627-1657)が1657年に没すると、彼女の長男ジェイムズが爵位を相続した。
5代男爵ジェイムズ(1653-1699)は1682年にアビンドン伯爵に叙されて、伯爵家の始祖となった。
これ以降の歴代伯爵家当主はノリス男爵を帯びており、伯爵家嫡男の儀礼称号としてその名をとどめている。（→以降の歴史は、アビンドン伯爵を参照。）

## ノリス男爵(1572年)
- 初代ノリス男爵ヘンリー・ノリス（英語版） (?-1601)
- 第2代ノリス男爵フランシス・ノリス（英語版） (1579–?) (1620年頃バークシャー伯爵叙爵、死去に伴い廃絶)
- 第3代ノリス女男爵エリザベス・レイ（英語版） (?-1645)
- 第4代ノリス女男爵ブリジット・レイ (1627–1657)
- 第5代ノリス男爵ジェイムズ・バーティ（英語版） (1653–1699) (1682年にアビンドン伯爵叙爵)

以降のノリス男爵歴代当主は、アビンドン伯爵を参照。

### 註釈
1. ↑  『英国人名事典』によると、初代伯爵は貴族院院内廊下でサンダーランド伯（英語版）に突き飛ばされたと感じて激昂、同人を突き返したことで乱闘となり、議院は騒然となった。その結果、彼はフリート監獄にごく短期間収監されたが、この屈辱に耐えきれず、保釈後にクロスボウで自らを射た。彼は2日後に自裁の際の傷が原因で亡くなったという。[6]
2. ↑  5代男爵ジェイムズは、第2代リンジー伯爵モンタギュー・バーティ（英語版）の再婚相手である母ブリジットとの長男。夫妻は三男一女を儲けた。よって、ジェイムズと第3代リンジー伯爵ロバート・バーティ（英語版）は異母弟の関係にあたる。[2]

## 参考図書
- Fuidge, N. M. (1981). “Norris, Sir Henry I (c.1525-1601), of Rycote, Oxon. and Bray, Berks.”. In Hasler, P. W.. Members. The History of Parliament: The House of Commons 1558–1603. Historyofparliamentonline.org 2014年3月26日閲覧。